# Max Bourgoin
 (octobre 2024).
- Si vous ne connaissez pas le sujet, laissez ce bandeau (vous pouvez alors contacter les auteurs).
- Si vous supprimez le contenu mis en cause (vous pouvez préalablement contacter les auteurs),

argumentez précisément cette suppression dans la page de discussion
(un manque de référence n'est pas un argument ; une recherche réelle de référence doit avoir été effectuée, être formellement documentée).
Max Bourgoin, né à Toucy (Yonne) le 16 novembre 1910 et mort à Joigny (Yonne) le 8 octobre 1944, est un résistant français.
Monteur électricien de l'Usine à Gaz de Joigny et proche des milieux communistes, il participe activement à la résistance dans l'Yonne de 1940 à 1944. Il est immatriculé parmi les Forces Françaises Combattantes (FFC) comme un agent P1 c'est-à-dire un agent permanent qui conserve son activité professionnelle, et il lui est attribué la Carte de Combattant Volontaire de la Résistance.
Il adhère aux FTPF Francs-Tireurs Partisans Français de Joigny (Yonne) de 1942 à 1943. Puis, après l'arrestation de leur cheffe Irène Chiot, il rejoint définitivement le groupement de libération FFI Forces Françaises de l'Intérieur du Groupement Bayard en qualité de chef de groupe matricule n°217. Ces deux groupements adhèrent au réseau FFC Jean-Marie Buckmaster / Donkeyman, réseau auquel Max Bourgoin est également immatriculé n°64562.
Le soir du 8 octobre 1944, il est tué par son camarade FFI Robert Percevaud,.

## Biographie

### Vie privée
Max Bourgoin naît à Toucy (Yonne) le 16 novembre 1910 fils d'Achille Bourgoin (chef cantonnier à la Joigny) et de Marie Dautret (couturière à domicile) 
Max Bourgoin épouse Mariette Héritier en 1932 à Joigny. Le couple a deux fils, Guy (1933) et Jean-Claude (1936)
,,.
En 1936, Il adhère aux idéaux du Front Populaire.
Pendant l'Occupation allemande Il se sépare de son épouse et vit dans son logement de fonction à l'Usine à Gaz de Joigny.
Après la Libération, il loge chez Suzanne Decroix, tenancière du café du Chapeau. Une  ancienne détenue des Allemands à la prison d'Auxerre pour avoir participé à la Résistance et pour avoir "favorisé la correspondance avec des prisonniers de guerre" du Frontstalag n°124 de Joigny.

### Parcours professionnel
Électricien de formation, il travaille par intermittence à l’usine à gaz de Joigny entre 1930 et 1936, puis de façon permanente comme monteur électricien de 1938 à 1944. :

### Mobilisation
Max Bourgoin intègre le service armée en 1930, année de classe de mobilisation. Il répond au matricule n°1239. Il est décrit comme un homme de 1m58 aux cheveux bruns et aux yeux marrons dont l'acuité visuelle est de 2/3.
Il est incorporé à compter du 15 octobre 1931 et vacciné contre la variole.
Après avoir reçu un certificat de bonne conduite "accordé", il est affecté au Centre de Mobilisation n°201 à Sélestat (Bas-Rhin) où il intègre le 29è bataillon des chasseurs à pied. Il accomplit une période d'instruction et d'exercice au camp d'Oberhoffen (Bas-Rhin).
À la suite de la guerre entre la France et l'Allemagne, Max Bourgoin est appelé sous les drapeaux du 2 septembre 1939 et il intègre la 7è S.E.C. (Section d'Électriciens en Campagne) du 5 septembre 1939 au 7 juillet 1940. Il se retire à Cadalen (Tarn) le 6 juillet pour rejoindre Joigny]le 7 juillet 1940.

## Résistance
Dans un rapport de renseignements de la gendarmerie de Joigny, Max Bourgoin est décrit comme « un ardent patriote, un militant communiste et un résistant de la première heure qui a dressé à plusieurs reprises le drapeau français au sommet des pylônes haute tension de Joigny ainsi qu’au monument aux morts les 14 juillet et 11 novembre entre 1940 et 1944 » aux côtés de son collègue de travail Jean Bouzioux et de son camarade communiste Fernand Dufour.

### Distribution de tracts «anti-allemands»
À l'Automne 1941, des tracts de propagande anti-allemands sont parachutés par des avions anglais. Une partie des tracts sont rapportés et distribués à des ouvriers de l'Usine à gaz de Joigny dont Max Bourgoin. L'Usine à gaz fait alors l'objet d'une enquête de Gendarmerie à la suite de la dénonciation d'un collègue pour « détention de tracts communistes ». 
Max Bourgoin et plusieurs collègues de l’usine à gaz de Joigny sont arrêtés par les autorités allemandes lors d’une vague de perquisitions..

### Emprisonnement
Le 22 novembre 1941, Max Bourgoin est finalement emprisonné avec ses camarades d’usine pendant 3 mois au quartier allemand de la prison d’Auxerre pour le motif suivant : « non remise de tracts anti-allemands ».
Max Bourgoin est relâché le 21 février 1942.

### Adhésion aux FTPF de Joigny
Au Printemps 1942, Max Bourgoin rejoint le groupe de résistance FTPF qui se constitue autour d’Irène Chiot et de Fernand Dufour avec lesquels il participe à des missions dangereuses de sabotage en association avec le groupe de résistance jovinien Bayard dont il se rapproche l'année suivante.

### Actions conjointes avec le Groupe de résistance jovinien Bayard
Le 8 novembre 1942, le jour du débarquement des Alliés en Afrique du Nord, Max Bourgoin participe à une opération de diversion d'ampleur et détruit notamment la ligne téléphonique reliant le Poste de Contrôle de Joigny.
Entre juillet et septembre 1943, il opère à la destruction de pylônes électriques, de voies ferrées, de matériel ferroviaire et voitures.
Le 20 août 1943, il opère au sabotage de batteuses, de moteurs électriques et de presses à fourrage permettant ainsi l'incendie du Parc à Fourrages de Joigny dédié à l’approvisionnement allemand à la Caserne Davoust.
Max Bourgoin aide également à l'évasion de prisonniers français et contribue régulièrement au ravitaillement de rapatriés.
Ces opérations exécutées sont attestées par divers certificats des FFI rédigés et signés par Paul Herbin, Commandant du groupement Bayard, le Lieutenant Martial Charpy, et l’officier des effectifs des FFI Maurice Vaudet.

### Parachutage d'armement pour le réseau Jean-Marie Buckmaster / Donkeyman
Le 16 septembre 1943, à la suite du message de la BBC "Comme une banane sur une banquise", Max Bourgoin se joint à une opération de récupération d'un parachutage d'armes et d'explosifs aux Tuileries de Volgré (Yonne) intégrant plusieurs groupes de résistance du réseau Jean-Marie Buckmaster / Donkeyman. L’équipe est composée d’Irène Chiot, de Pierre Argoud, de Max Bourgoin, d’Eugène Pratz, d’Henri Pannequin et de plusieurs membres du FN de Branches (Yonne).
Son fils Guy Bourgoin découvre une partie de ces armes stockées dans le grenier du logement de fonction de son père alors qu’il faisait une partie de cache-cache avec ses amis à l'Usine à Gaz.

### Dissolution du groupe FTPF et adhésion au groupe Bayard
Le 8 octobre 1943, Irène Chiot est arrêtée par les Allemands, ainsi que Jorge Semprun et Georges Vannereux. Le groupe FTPF se retrouve alors sans chef et une partie de ses membres, dont Max Bourgoin, décide de rejoindre le Groupe Jovinien Bayard pour intensifier la lutte contre l'Occupant.

### Chef de groupe et prise du maquis
À partir du 1er juin 1944, Max Bourgoin est désigné chef de groupe dans la Résistance (groupement Bayard, Libération-Nord, Réseau Jean-Marie (W.O.), à la tête d’une dizaine à une trentaine d’hommes selon les communes. Ces groupes, composés de proches de confiance ou de jeunes réfractaires au STO, sont encadrés, formés et approvisionnés par des résistants expérimentés. Son emploi dans la maintenance électrique lui permet de circuler librement avec un laissez-passer. Le 14 juillet 1944, les Allemands l’interpellent et lui demande de décrocher un drapeau français suspendu entre deux pylônes sur le pont de l’Yonne, installé par lui-même la veille sans qu’ils ne soupçonnent son implication. 
En août 1944, Max Bourgoin rejoint la 2ème compagnie du Groupement Bayard au maquis de Sépeaux (Yonne) avec laquelle il poursuit des actions d’envergure jusqu’à la Libération.
Dans le même temps, le registre des absences de l'Usine à gaz de Joigny fait état des absences de Max Bourgoin du 16 août au 31 août 1944 pour le motif "malade", puis du 1er septembre au 9 septembre 1944 pour motif le "FFI". L'Usine à gaz comptabilise parmi les "dommages de guerre" à cette période les faits suivants: "disparition d'outillage etc." à l'usine, "rupture de canalisations et de branchements" sur le réseau de gaz et "quelques coupures de lignes aériennes" du réseau électrique.

### Libération de l'Yonne
Le 22 août 1944, la 2ème compagnie du Groupement Bayard dont fait partie Max Bourgoin, remonte l'Yonne en direction du Nord. L'objectif est de faire la liaison avec les troupes américaines situées à Sens (Yonne), prenant ainsi les soldats allemands en tenaille et obligeant ces derniers à évacuer les lieux ou à se constituer prisonniers. La 2ème compagnie atteint d'abord Saint-Julien-du-Sault (Yonne) où les premières troupes américaines du Capitaine Colben arrivent. La liaison est finalement effectuée dans son intégralité à Villeneuve-sur-Yonne (Yonne) à une dizaine de kilomètres au Nord de Joigny (Yonne).
Le 23 août 1944, Max Bourgoin est photographié à l’avant d’une charrette de maquisards escortant des soldats allemands faits prisonniers. L’image est exposée au Musée de la Résistance de Joigny et identifiée comme représentant la Libération de Douchy (Loiret)
Le 4 septembre 1944, il se voit décerner un diplôme des Francs-Tireurs et Partisans Français signé Charles Tillon  qui le désigne comme « sergent pendant la guerre de libération nationale » qui « a droit à la reconnaissance nationale ».

### Mort et hommages ultérieurs
Le 8 octobre 1944, Max Bourgoin est assassiné dans des circonstances particulières. Appelé afin de réparer une panne d’électricité sur le marché couvert de Joigny, il est abattu par un camarade FFI de deux balles dans le cœur. L’enquête initiale évoque un accident, mais les investigations ultérieures permettent d'évoquer la possibilité d’un meurtre. Le tribunal militaire de Dijon, en juin 1945, condamna l’auteur des faits à cinq ans de prison avec sursis pour homicide volontaire.La famille Bourgoin a toujours défendu sa mémoire, affirmant qu’il a été victime de manœuvres visant à couvrir des faits compromettants au sein de la Résistance.
En octobre 2024, la municipalité de Joigny inaugure une plaque commémorative afin de commémorer ses actions contre l'occupant nazi.